# Guillaume Coustou den äldre

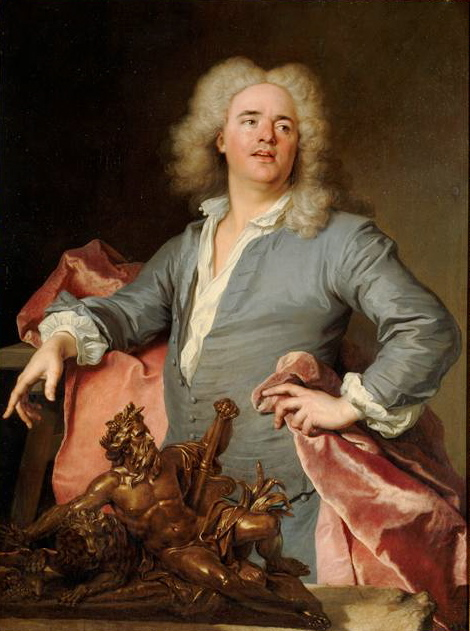
Coustou målad i Versailles av Jean-François Delyen

Guillaume Coustou, född 29 november 1677, död 22 februari 1748, var en fransk skulptör. Han var bror till Nicolas Coustou och farbror till Guillaume Coustou d.y..
Coustou studerade liksom sin bror Nicolas för Antoine Coysevox. Av hans konstverk märks främst pendangen till broderns skulptur av Ludvig XV som Jupiter, med Marie Leszczyńska som Juno, samt de båda vid Château de Marly uppställda och senare till Place de la Concorde flyttade Hästtämjarna. Coustou är representerad vid bland annat Nationalmuseum.